# ミャンマー空軍Y-8墜落事故
ミャンマー空軍Y-8墜落事故（ミャンマーくうぐんY-8ついらくじこ）とは、2017年6月7日にミェイクからヤンゴンへ向かっていたミャンマー空軍のY-8が墜落し、122人全員が死亡した航空事故。この事故はミャンマー史上最悪の航空事故である。

## 機体
当該機はミャンマー空軍のY-8F-200で、シリアルナンバーは5820であった。2016年3月に引き渡され、事故当時、飛行時間は800時間以上であった。

## 乗客乗員

### 乗員
機長は中佐1人、副操縦士は中佐と少佐の2人であった。また、乗員は14人であった。

### 乗客
軍人やその家族ら108人が搭乗しており、うち15人は子供であった。6人は将校、29人はその他の軍人であった。

## 失踪
現地時間13時6分（6時36分UTC）、事故機はミェイクを出発しヤンゴンへ向かった。しかし、13時35分にダウェイの西20海里の地点（北緯13度48分 東経98度02分 / 北緯13.800度 東経98.033度）で交信が途絶えた。当時、18,000フィートを飛行中であった。その後、アンダマン海で捜索救難活動が開始された。ある匿名のスポークスマンは、天候は失踪の要因ではないと思われると述べた。事故機からの遭難信号（メーデー）は受信されなかった。

### 捜索
ミャンマー海軍の艦船9隻と、ヘリコプターを含む軍用機3機が捜索に参加した。6月7日、ミャンマー海軍の艦船がダウェイ沖118海里（218キロメートル）の地点で残骸を発見したと発表された。6月8日には29体の遺体が発見されたと発表された。
残骸は広範囲にわたって散乱しており、空中分解した可能性を示していた。嵐で捜索が難航し、6月9日には生存者発見の可能性は低いと報じられた。その後、生存者はいなかったと報告された。遺体や残骸がアンダマン海に散乱しているのが見つかり、一部は海岸に漂着していた。
この事故はミャンマー史上最悪の航空事故であり、1987年のフォッカー F27-500の墜落事故（死者49人）以来の規模となった。
6月15日、捜索に参加していた漁船が、Myin Khwar Aww湾沖で事故機の尾翼を発見した。6月18日、コックピット・ボイス・レコーダーとフライト・データ・レコーダーが回収された。

## 調査・原因
調査団は厚い嵐の雲に突入後に操縦士が操縦不能になったと報告した。国営メディアは、翼に着氷した状態で突然横風が吹いたため失速したと述べた。
ミャンマーはモンスーンの季節であったが、当時は悪天候だったという報告はなかった。
調査団はブラックボックスのデータを調査した結果、「破壊行為や爆発、エンジン故障は原因ではない」と判断した。
通常、気象レーダーによってこのような雲を避けることができるので、なぜ操縦士が嵐に突入したのかはっきりしていない。